# Acer oliverianum
El Acer oliverianum o arce oliver es una especie de arce

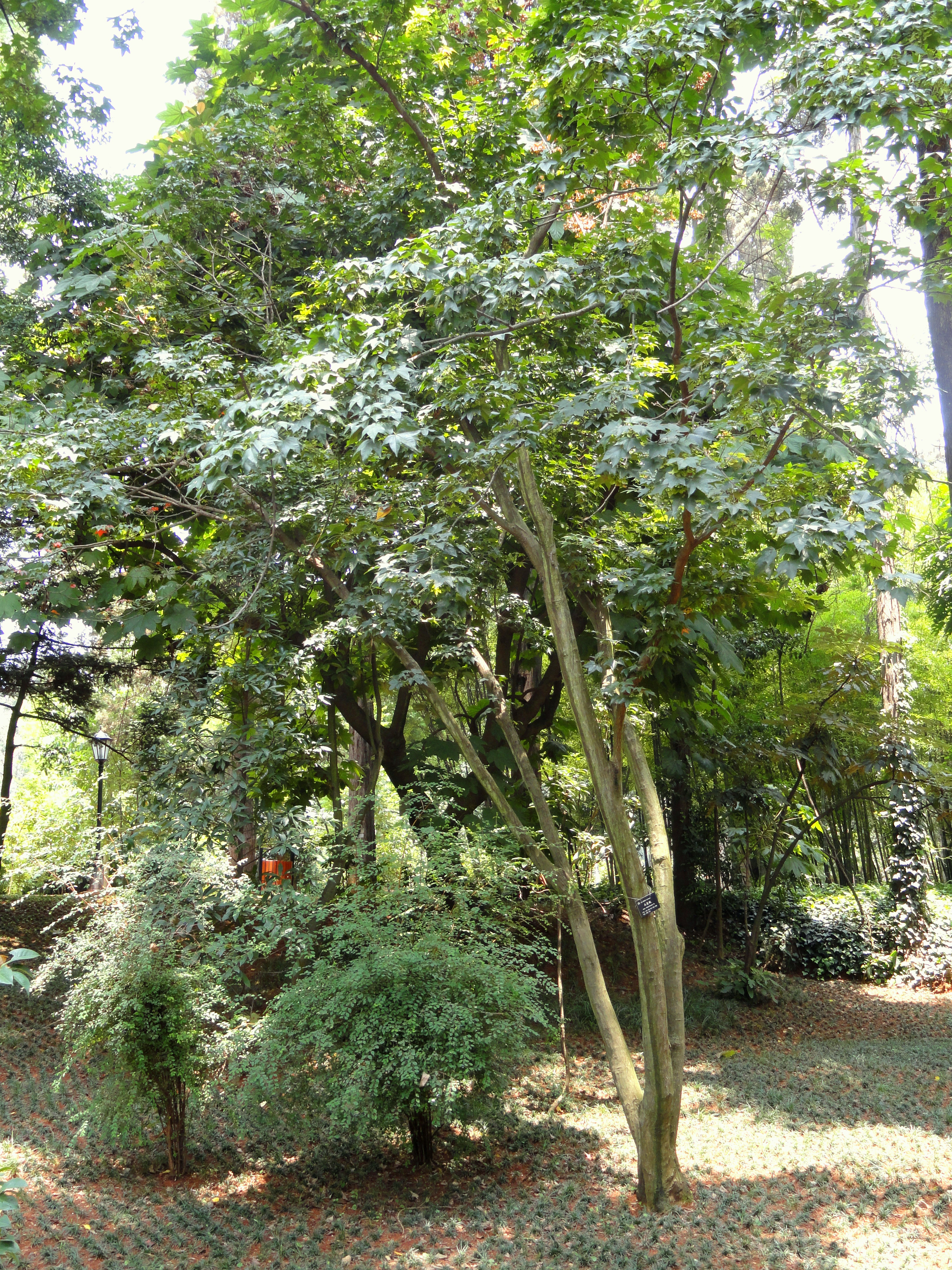
Vista de la planta

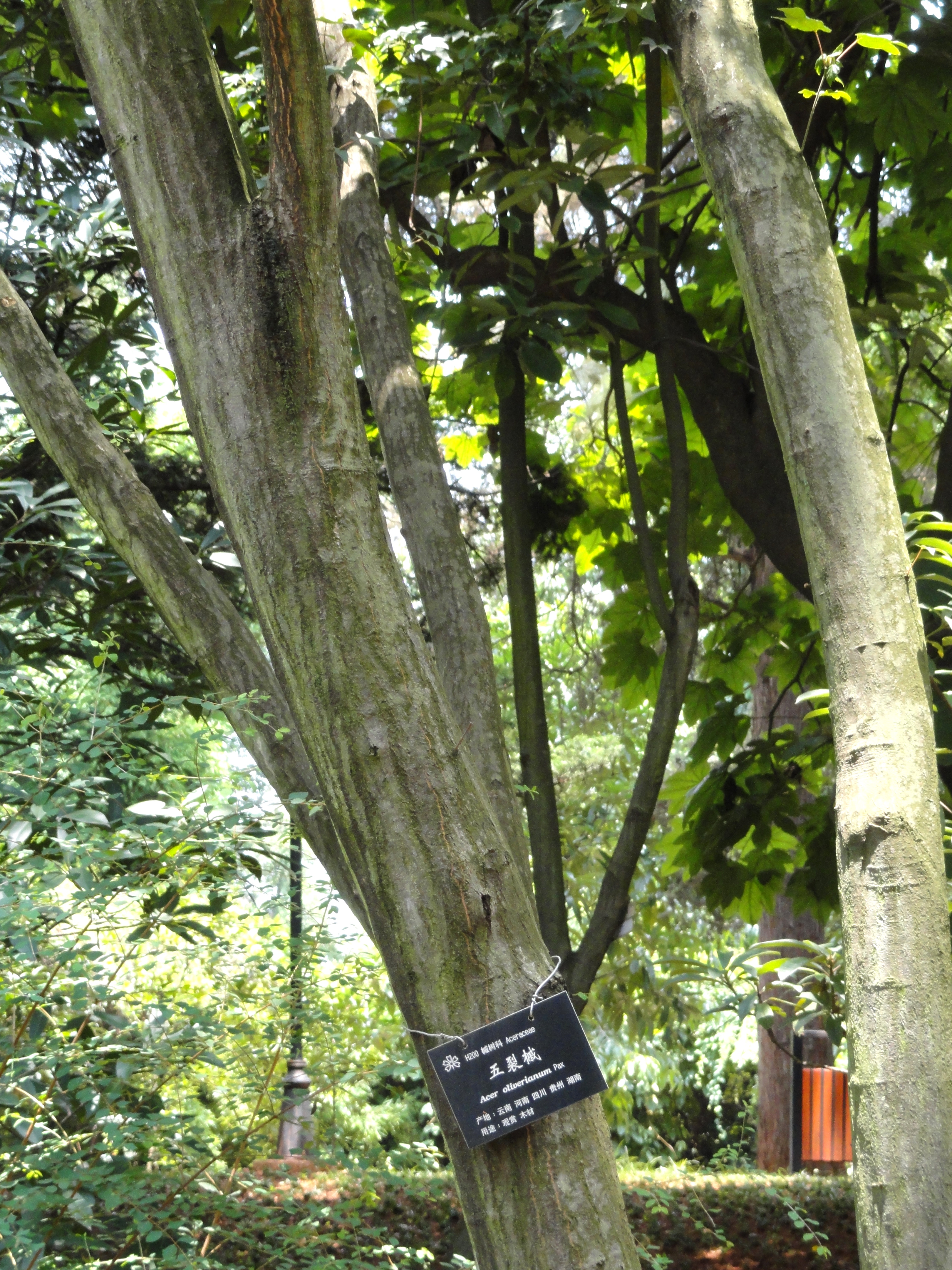
Troncos

## Descripción
Esta especie tiene una corteza lisa de color verde jade, con finas rayas cerosas blancas. Crece hasta 20 metros en las áreas silvestres de Taiwán, pero por lo general sólo crece de 5 a 8 metros cuando son cultivadas. Tiene ramas más o menos horizontal, y se parece al Acer palmatum el arce japonés.
Las hojas son opuestas y simples de 6 a 10 cm de diámetro, con base cordada o trunca. Las hojas son de 5 lóbulos y palmeadas. Los lóbulos son ovalados, con el lóbulo medio con 5 a 8 pares de nervios laterales, con las venas menores finamente reticuladas.
Las flores son blancas con cinco sépalos de color púrpura. Tienen cinco pétalos blancos y ocho estambres que son más largos que los pétalos.
Los frutos son glabros de 2,5 a 3 cm de largo que se extienden en un ángulo amplio.

## Distribución
El Acer oliverianum se encuentra en los bosques y los valles de 1000 a 2000 metros. Se trata de un nativo de Taiwán y China, y se encuentra en regiones como Anhui, Fujian, sur de Gansu, Guizhou, sur de Henan, oeste de Hubei, Hunan, Jiangxi, sur de Shaanxi, Sichuan, la costa y el norte de Taiwán, Yunnan y Zhejiang.

## Taxonomía
Acer oliverianum fue descrita por Ferdinand Albin Pax y publicado en Hooker's Icones Plantarum 19(4): , text to pl. 1897, in nota 2. 1889.
Etimología
Acer: nombre genérico que procede del latín ǎcěr, -ĕris = (afilado), referido a las puntas características de las hojas o a la dureza de la madera que, supuestamente, se utilizaría para fabricar lanzas. Ya citado en, entre otros, Plinio el Viejo, 16, XXVI/XXVII, refiriéndose a unas cuantas especies de Arce.
oliverianum: epíteto
Sinonimia
Acer oliverianum subsp. formosanum (Koidz.) A.E.Murray
- Acer serrulatum Hayata[6]